# Markenklassifikation
Eine Markenklassifikation ist ein Klassifikations- und Abgrenzungssystem mit dem Ziel, Marken schützen zu können, ohne dass Konkurrenten sich gegenseitig in die Quere kommen und jeder seinen eigenen Bereich abstecken kann. Neben Marken können auch Bildbestandteile, Designs, Herkunft und weitere Kriterien klassifiziert werden. Die bekanntesten Beispiele sind:
- Nizza-Klassifikation, international anerkannte Markenklassifikation
- Wiener Klassifikation, Klassifikation zur international einheitlichen Erschließung der Bildbestandteile von Bild- und Wort-/Bildmarken
- Locarno-Klassifikation, internationale Klassifikation der Waren für geschützte Designs

Siehe auch:
- Internationale Patentklassifikation
- Waren- und Dienstleistungsverzeichnis
- Madrider Abkommen über die internationale Registrierung von Marken